# Robert A. Grant

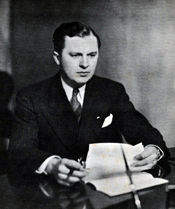
Robert A. Grant (1943)

Robert Allen Grant (* 31. Juli 1905 bei Bourbon, Marshall County, Indiana; † 2. März 1998 in Mishawaka, Indiana) war ein US-amerikanischer Jurist und Politiker. Zwischen 1939 und 1949 vertrat er den Bundesstaat Indiana im US-Repräsentantenhaus.

## Werdegang
Im Jahr 1912 kam Robert Grant nach Hamlet und 1922 nach South Bend. Er besuchte die öffentlichen Schulen dieser Städte. Bis 1930 studierte er an der University of Notre Dame unter anderem Jura. Nach seiner im Jahr 1930 erfolgten Zulassung als Rechtsanwalt begann er in South Bend in diesem Beruf zu arbeiten. In den Jahren 1935 und 1936 war er stellvertretender Bezirksstaatsanwalt im St. Joseph County.
Politisch war Grant Mitglied der Republikanischen Partei. Bei den Kongresswahlen des Jahres 1938 wurde er im dritten Wahlbezirk von Indiana in das US-Repräsentantenhaus in Washington, D.C. gewählt, wo er am 3. Januar 1939 die Nachfolge von Samuel B. Pettengill antrat. Nach vier Wiederwahlen konnte er bis zum 3. Januar 1949 fünf  Legislaturperioden im Kongress absolvieren. Diese waren seit 1941 von den Ereignissen des Zweiten Weltkrieges und dessen Folgen bestimmt. Im Jahr 1948 unterlag er dem Demokraten Thurman C. Crook.
Nach seinem Ausscheiden aus dem US-Repräsentantenhaus praktizierte Robert Grant zunächst wieder als Anwalt. Am 21. August 1957 wurde er von Präsident Dwight D. Eisenhower zum Richter am Bundesbezirksgericht für den nördlichen Distrikt von Indiana ernannt, wo er die Nachfolge von William Lynn Parkinson antrat. Von 1961 bis 1972 fungierte er dort als Vorsitzender (Chief Judge). Er wechselte im Dezember 1972 in den Senior-Status, wurde aber 1976 noch einmal als Richter an den Temporary Emergency Court of Appeals berufen. Grant starb am 2. März 1998.